# Barajul Plastiras
Barajul Plastiras este situat în partea centrală a Greciei (în Munții Agrafa, care aparțin de Munții Pindului), pe râul Megdovas. A fost construit în anul 1959  în timpul prim-ministrului Nikolaos Plastiras de unde își trage și numele. Nikolaos Plastiras a propus construcția barajului încă din 1925, baraj care actualmente deservește o hidrocentrală cu o putere instalată de 143, 3 MW, dispusă în 4 turbine (3 de către 43 MW fiecare și una de putere mai mică de 5,3 MW de tip Pelton). 